# No Expectations
"No Expectations" er en sang fra det engelske rock ‘n’ roll band The Rolling Stones, og var fra deres 1968 album Beggars Banquet. 

## Inspiration og indspilning
Sangen blev skrevet af sangeren Mick Jagger og guitaristen Keith Richards. Sangen er en langsom countryblues-ballade. ”No Expectations” var en af de kendte sange fra Beggars Banquet, der blev indspillet med kun en mikrofon mellem bandmedlemmerne, og den blev optaget live. 
Mens sangens tekst efterlod meget beundring er det dog ”No Expectations” solo slide guitar riff, spillet Brian Jones, der gør størst indtryk. Om et af hans mest kendte bidrag til en Stones-sang, sagde Jagger i et interview i 1995 med Rolling Stone:” Det er Brian der spiller (soloen). Vi sad rund i en cirkel på gulvet, sang og spillede, mens vi optog med en mikrofon. Det var den sidste gang jeg kan huske at Brian virkelig var involveret i noget, som der var værd at beskæftige sig med. Han var der sammen med alle andre. Det er sjovt som man husker – men det var den sidste gang jeg kan huske at han gjorde det, fordi han havde mistet interessen for alting .”
Til at akkompagnere Jones var Richards på den akustiske rytmeguitar, som Janovitz bemærkede at Richards:” spiller den samme rytme som han senere ville bruge på ”You Can't Always Get What You Want” . Derudover spiller Charlie Watts, og Nicky Hopkins henholdsvis klaver og trommer, mens Jagger synger og Bill Wyman spiller bass .

## Efterfølgende
The Stones spillede hyppigt ”No Expectations” live under deres American tour of 1969, og genintroducerede sangen på deres setliste til Voodoo Lounge Tour og Licks Tour, og seneste på deres 2007 europæiske A Bigger Bang Tour. Live versionen findes også på deres The Rolling Stones Rock and Roll Circus, og findes på albummet af samme navn The Rolling Stones Rock and Roll Circus.
”No Expectations” er også en populær coversang for andre artister. Johnny Cash indspillede en bluegrass-version, som findes på hans opsamlingsalbum Essential Johnny Cash 1953-83. Joan Baez lavede også et covernummer af sangen til hendes album fra 1970 One Day at a Time. Beck begyndte også at spille sangen til sine koncerter, kort efter udgivelsen af Sea Change.
Sangen findes på opsamlingsalbummet fra 1972 More Hot Rocks

### Fodnote
1. ↑  "Cover Story: Jagger Remembers : Rolling Stone". Arkiveret fra originalen 13. juni 2007. Hentet 1. november 2007.
2. ↑  http://wc03.allmusic.com/cg/amg.dll?p=amg&sql=33:abfwxx9sldke (Webside+ikke+længere+tilgængelig)
3. ↑  No Expectations